# Vannella douvresi
Vannella douvresi – gatunek ameby należący do rodziny  Vannellidae z supergrupy Amoebozoa według klasyfikacji Cavaliera-Smitha.
Forma pełzająca jest kształtu dyskowatego albo owalnego. Osobnik dorosły osiąga wielkość 12 – 15 μm. Posiada pojedyncze jądro o średnicy 3 μm z jąderkiem o średnicy 2 μm.
Forma swobodnie pływająca posiada wiele tępo zakończonych pseudopodiów, które mogą być czasami zakrzywione. Długość tych pseudopodiów nie przekracza średnicę ameby.
Występuje w morzu.